# Festival cinematografico internazionale di Mosca 1985
La 14ª edizione del Festival cinematografico internazionale di Mosca si è svolta a Mosca dal 28 giugno al 12 luglio 1985.
Il Grand Prix fu assegnato al film statunitense Storia di un soldato diretto da Norman Jewison, al film greco La discesa dei nove diretto da Christos Siopahas e al film sovietico Va' e vedi diretto da Elem Klimov.

## Giuria
- Sergej Gerasimov ( Unione Sovietica - Presidente della Giuria)
- Shyam Benegal ( India)
- Renate Blume ( Germania Est)
- Paulin Vieyra ( Senegal)
- Jerzy Hoffman ( Polonia)
- Daisy Granados ( Cuba)
- Giuseppe De Santis ( Italia)
- Nikos Koundouros ( Grecia)
- István Nemeskürty ( Ungheria)
- Kōhei Oguri ( Giappone)
- Badrahin Sumhu ( Monaco)
- Francois Chavan ( Francia)
- Eldar Shengelaia ( Unione Sovietica)
- Rostislav Yurenev ( Unione Sovietica)
- Robert M. Young ( Stati Uniti)

## Film in competizione
| Film                                                                      | Regista                 | Nazione        |
| ------------------------------------------------------------------------- | ----------------------- | -------------- |
| Train d'enfer                                                             | Roger Hanin             | Francia        |
| Anne Devlin                                                               | Pat Murphy              | Irlanda        |
| Storia di un soldato (A Soldier's Story)                                  | Norman Jewison          | USA            |
| Kókóstré og Hvítir Mávar                                                  | Jakob Frímann Magnússon | Islanda        |
| Buamama                                                                   | Benamar Bahti           | Algeria        |
| Tro, håb og kærlighed                                                     | Bille August            | Danimarca      |
| Fuego eterno                                                              | José Ángel Rebolledo    | Spagna         |
| Wodzek                                                                    | Oliver Herbrich         | Germania Ovest |
| Kingpin                                                                   | Mike Walker             | Nuova Zelanda  |
| La dame en couleurs                                                       | Claude Jutra            | Canada         |
| Huang shan lai de gu niang                                                | Zhang Yuan e Yu Yan Fu  | Cina           |
| Jíbaro                                                                    | Daniel Díaz Torres      | Cuba           |
| Jours de tourmentes                                                       | Paul Zoumbara           | Burkina Faso   |
| Kobieta w kapeluszu                                                       | Stanisław Różewicz      | Polonia        |
| El rigor del destino                                                      | Gerardo Vallejo         | Argentina      |
| Va' e vedi (Idi i smotri)                                                 | Elem Klimov             | URSS           |
| De ijssaloon                                                              | Dimitri Frenkel Frank   | Paesi Bassi    |
| Klaani: Tarina Sammakoitten suvusta                                       | Mika Kaurismäki         | Finlandia      |
| Wo andere schweigen                                                       | Ralf Kirsten            | Germania Est   |
| La discesa dei nove (I kathodos ton 9)                                    | Christos Siopahas       | Grecia         |
| Yuganthaya                                                                | Lester James Peries     | Sri Lanka      |
| A vörös grófnö                                                            | András Kovács           | Ungheria       |
| Al-ashiq                                                                  | Muhir Fenery            | Iraq           |
| Otoko wa tsurai yo: torajiro shinjitsu ichiro                             | Yoji Yamada             | Giappone       |
| Bao gio cho toi thang muoi                                                | Dang Nhat Minh          | Vietnam        |
| Mexicano ¡Tú puedes!                                                      | José Estrada            | Messico        |
| Mine                                                                      | Atıf Yılmaz             | Turchia        |
| Battuta di caccia (The Shooting Party)                                    | Alan Bridges            | Regno Unito    |
| Lars i porten                                                             | Leif Erlsboe            | Norvegia       |
| Åke och hans värld                                                        | Allan Edwall            | Svezia         |
| The Boy Who Had Everything                                                | Stephen Wallace         | Australia      |
| Prologue of the Undeclared War                                            | G. Jigjidsuren          | Mongolia       |
| Raffl                                                                     | Christian Berger        | Austria        |
| Ringul                                                                    | Sergiu Nicolaescu       | Romania        |
| Avaeté - Semente da Vingança                                              | Zelito Viana            | Brasile        |
| Skalpel, prosím                                                           | Jiří Svoboda            | Cecoslovacchia |
| Pisingaña                                                                 | Leopoldo Pinzón         | Colombia       |
| Soldier Sabur                                                             | Abdul Latif             | Afghanistan    |
| Sogum                                                                     | Shin Sang Ok            | Corea del Nord |
| Saaransh                                                                  | Mahesh Bhatt            | India          |
| El zamar                                                                  | Atef El-Tayeb           | Egitto         |
| Harakteristika                                                            | Hristo Hristov          | Bulgaria       |
| Mardi ke ziad midanest                                                    | Yadollah Samadi         | Iran           |
| Čudo neviđeno                                                             | Živko Nikolić           | Jugoslavia     |
| Scherzo del destino in agguato dietro l'angolo come un brigante da strada | Lina Wertmüller         | Italia         |

## Premi
- Premio d'Oro:
  - Va' e vedi, regia di Elem Klimov
  - Storia di un soldato, regia di Norman Jewison
  - La discesa dei nove, regia di Christos Siopahas
- Premi d'Argento:
  - Čudo neviđeno, regia di Živko Nikolić
  - Kobieta w kapeluszu, regia di Stanisław Różewicz
  - Avaeté - Semente da Vingança, regia di Zelito Viana
- Premi Speciale:
  - Train d'enfer, regia di Roger Hanin
  - Saaransh, regia di Mahesh Bhatt
  - Lars i porten, regia di Leif Erlsboe
- Premi:
  - Miglior Attore: Lars Simonsen per Tro, håb og kærlighed
  - Miglior Attore: Detlev Kügow per Wodzek
  - Miglior Attrice: Juli Básti per The Red Countess
  - Miglior Attrice: Choi Eun-hee per Sogum
- Premio FIPRESCI: Va' e vedi, regia di Elem Klimov